# 오샤칸
오샤칸(아르메니아어: Օշական)은 아르메니아 아라가초튼주에 위치한 도시이다. 아슈타라크로부터 남서쪽으로 8km 떨어져 있다. 아르메니아 사도교회의 성인이자 아르메니아 문자 발명가인 메스로프 마슈토츠의 무덤 (성 메스로프 마슈토츠 대성당)과 비가 세어져 있는 도시로 잘 알려져 있다. 이 덕분에 사도교회인들의 순례지로 잘 알려져 있다.

## 갤러리

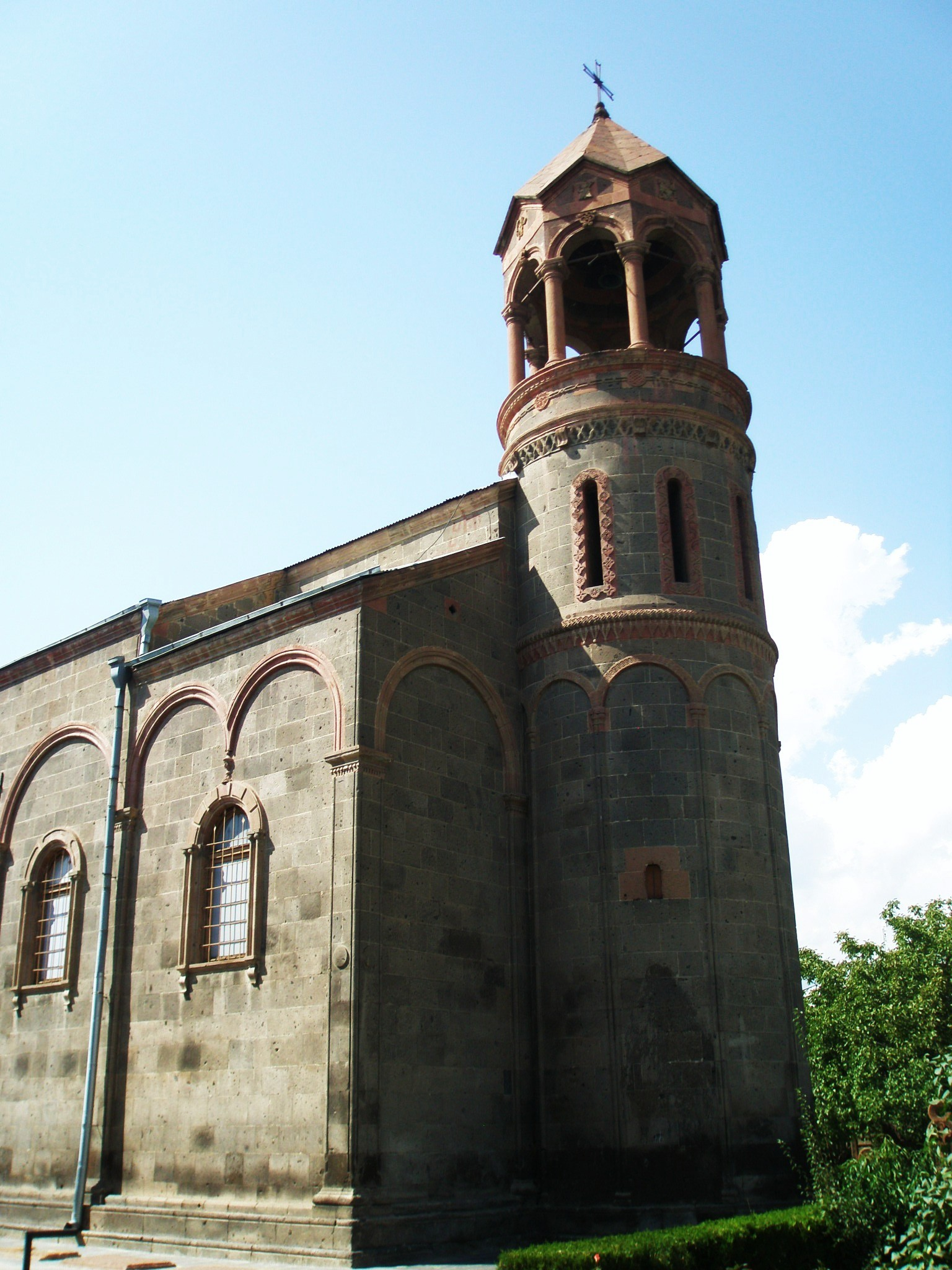
성 메스로프 마슈토츠 대성당
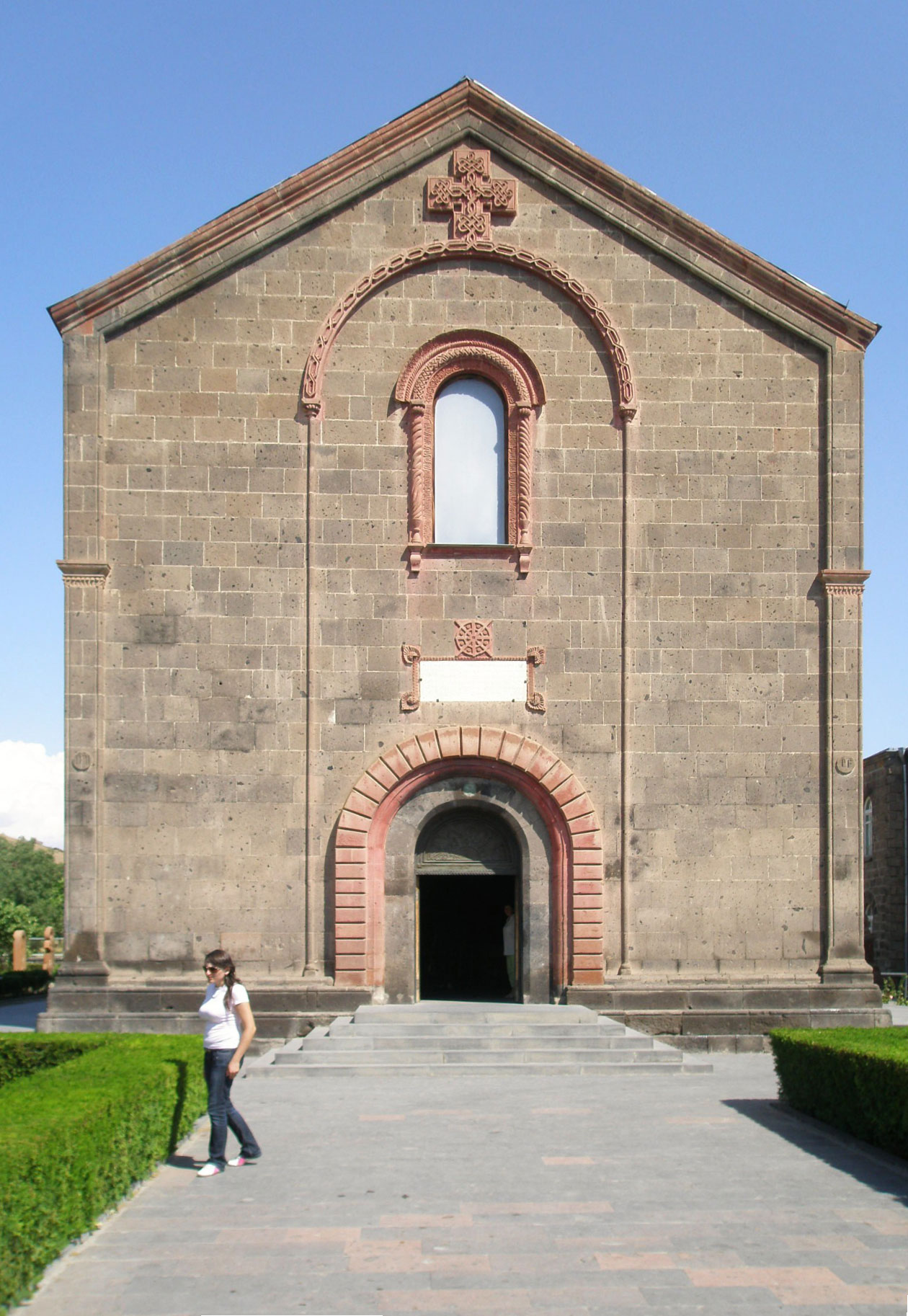
성 메스로프 마슈토츠 대성당 정면
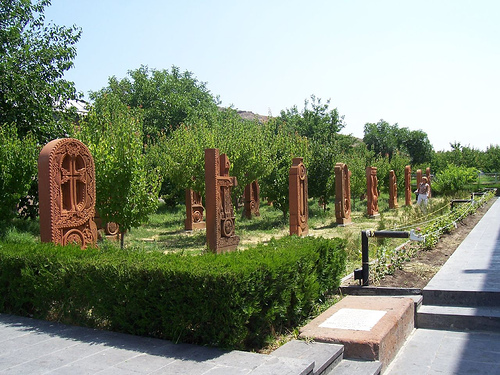
성 메스로프 마슈토츠 대성당의 아르메니아 문자 하치카르
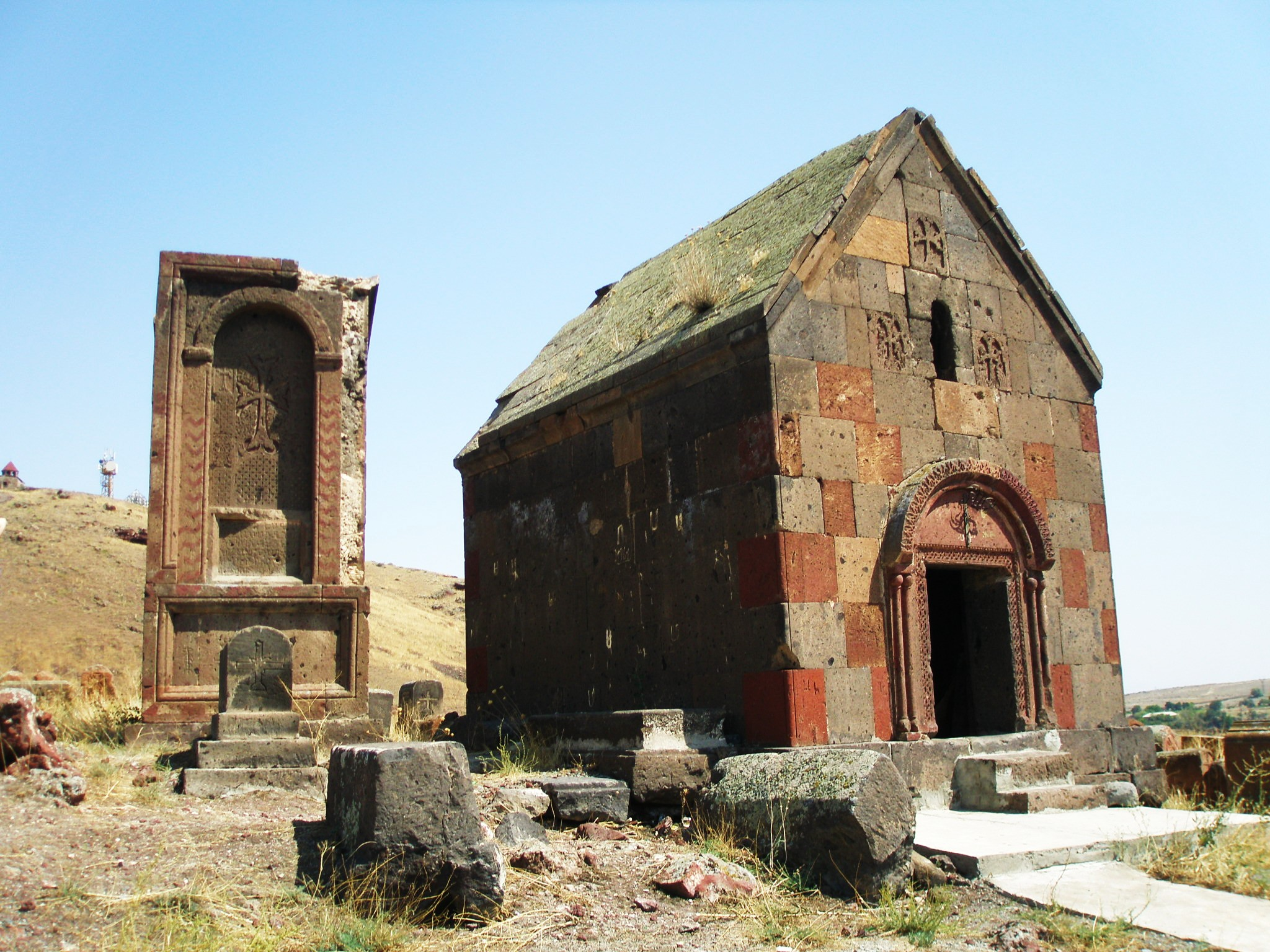
Tukh Manuk
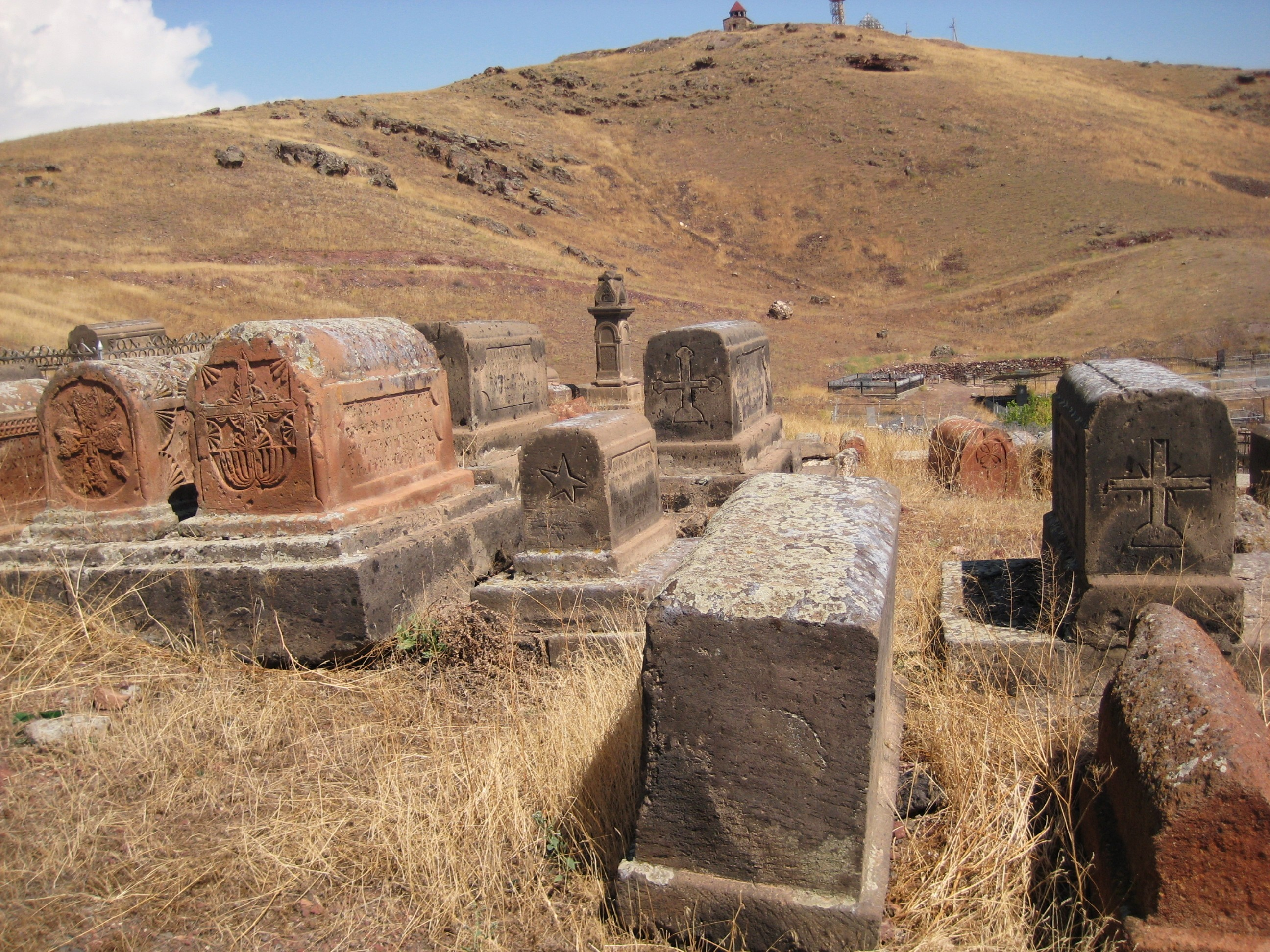
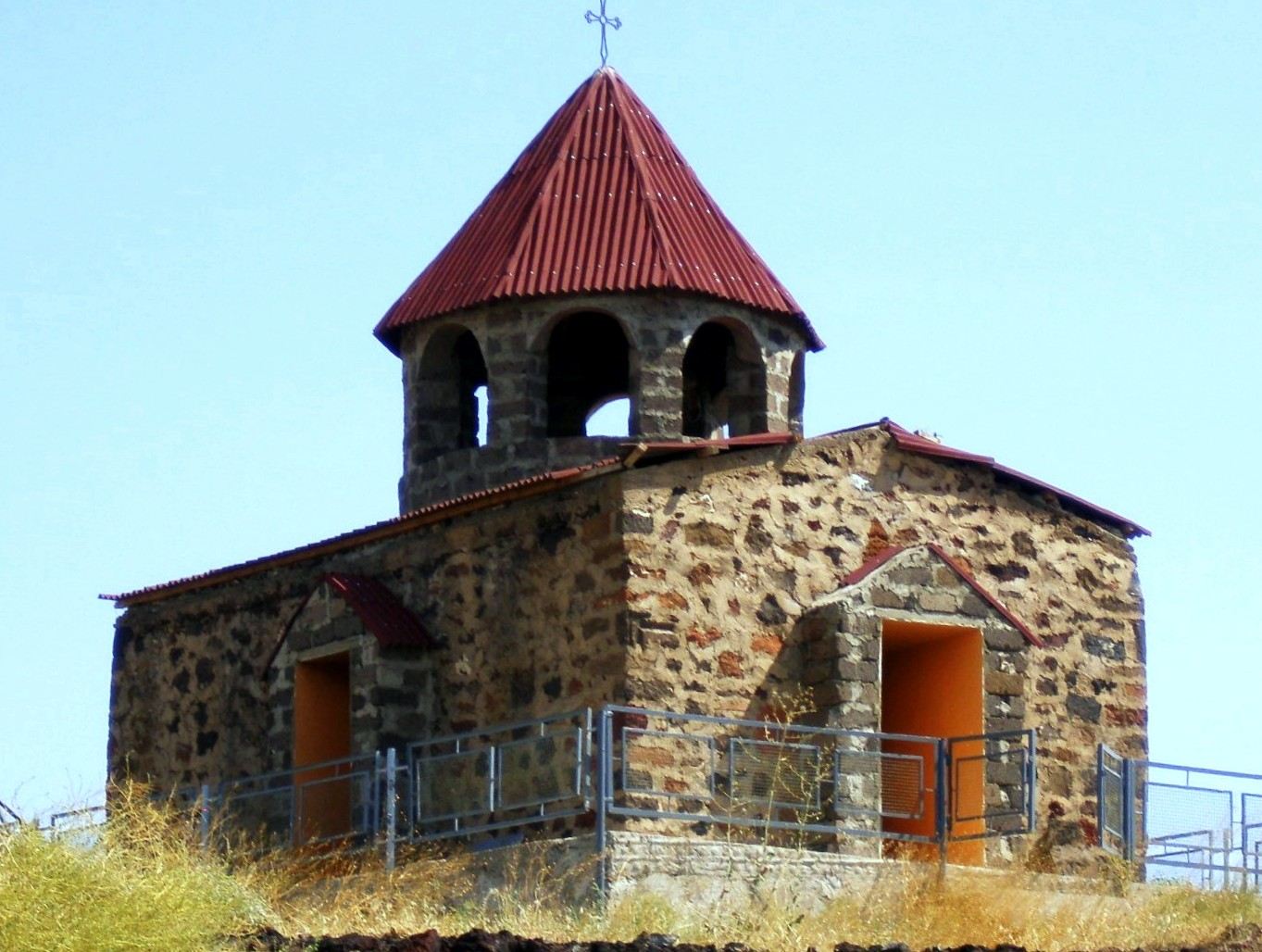
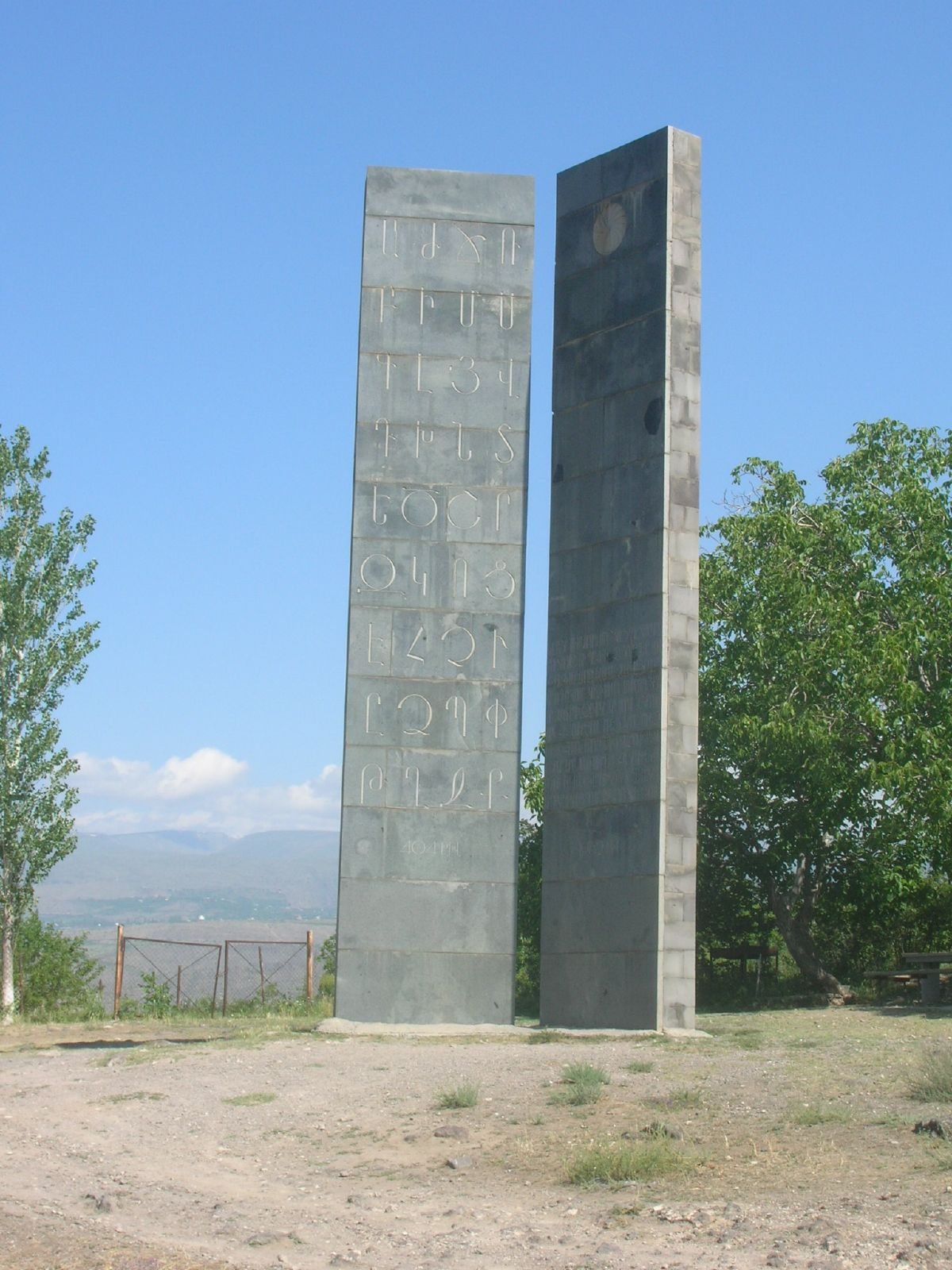
아르메니아 문자 기념비

## 같이 보기
- 아라가초튼주